# Championnat du Brésil de football 2012
Navigation
Édition précédente Édition suivante
Le championnat du Brésil de football 2012 est la 42e édition du championnat du Brésil de football.
La compétition se déroule de mai à décembre 2012. Cette saison, vingt clubs participent au tournoi de première division (la Série A).

## Les 20 clubs participants
Légende des couleurs
- Phase de groupes de la Copa Libertadores 2012
- Tour préliminaire de la Copa Libertadores 2012
- Copa Sudamericana 2012
- Promu de Série B

| Club                    | Ville          | Classement 2011 | Stade                           | Capacité | Entraîneur | Capitaine                                 |
| ----------------------- | -------------- | --------------- | ------------------------------- | -------- | --- | ----------------------------------------- |
| Corinthians             | São Paulo      | 1er             | Pacaembu                        | 37 952   | Tite | Alessandro Mori Nunes (pt)                |
| Vasco da Gama           | Rio de Janeiro | 2e              | São Januário                    | 15 150   | Cristóvão (10/09/12) Carlos Roberto Orrigo da Cunha (pt) Int. (10/09/12-12/09/12) Marcelo Oliveira (pt) (12/09/12-05/11/12) Carlos Roberto Orrigo da Cunha (pt) Int. (05/11/12)                                                            | Juninho Pernambucano                      |
| Fluminense              | Rio de Janeiro | 3er             | Engenhão                        | 44 000   | Abel Braga | Fred                                      |
| Flamengo                | Rio de Janeiro | 4e              | Engenhão                        | 44 000   | Joel Santana (23/07/12) Dorival Júnior (25/07/12) | Ronaldinho Leonardo da Silva Moura (pt)   |
| Internacional           | Porto Alegre   | 5e              | Beira-Rio                       | 56 000   | Dorival Júnior (20/07/12) Fernandão (20/07/12-20/11/12) Osmar Loss Int. (20/11/12) | Andrés D'Alessandro                       |
| São Paulo               | São Paulo      | 6e              | Morumbi                         | 67 428   | Émerson Leão (26/06/12) Milton Cruz Int. (26/06/12-04/07/12) Ney Franco (05/07/12) | Rogério Ceni                              |
| Figueirense             | Florianópolis  | 7e              | Orlando Scarpelli               | 19 069   | Argel Fucks (20/07/12) Abel de Souza Ribeiro (pt) Int. (20/07/12-23/07/12) Hélio dos Anjos (23/07/12-24/08/12) Abel de Souza Ribeiro (pt) Int. (24/08/12-28/08/12) Márcio de Azevedo (pt) (28/08/12-05/11/12) Fernando Gil Int. (05/11/12) | Wilson Rodrigues de Moura Júnior (pt)     |
| Coritiba                | Curitiba       | 8e              | Couto Pereira                   | 37 182   | Marcelo Oliveira (pt) (06/09/12) Marquinhos Santos (en) (06/09/12) | Tcheco (en) Cassio Lincoln                |
| Botafogo                | Rio de Janeiro | 9e              | Engenhão                        | 44 000   | Oswaldo de Oliveira | Sebastián Abreu Jefferson                 |
| Santos                  | Santos         | 10e             | Vila Belmiro                    | 21 256   | Muricy Ramalho | Edu Dracena Neymar                        |
| Palmeiras               | São Paulo      | 11e             | Pacaembu                        | 37 952   | Luiz Felipe Scolari (13/09/12) Narciso dos Santos Int. (13/09/12-19/09/12) Gilson Kleina (pt) (19/09/12) | Marcos Assunção                           |
| Grêmio                  | Porto Alegre   | 12e             | Olímpico                        | 45 000   | Vanderlei Luxemburgo | Gilberto Silva                            |
| Atlético Goianiense     | Goiânia        | 13e             | Serra Dourada                   | 50 049   | Adílson Batista (29/05/12) Hélio dos Anjos (30/05/12-09/07/12) Jairo Araújo Int. (10/07/12-11/09/12) Arthur Neto (pt) (11/09/12-29/10/12) Jairo Araújo Int. (29/10/12)                                                                     | Márcio Luiz Silva Lopes Santos Souza (pt) |
| Bahia                   | Salvador       | 14e             | Estádio Roberto Santos          | 32 157   | Paulo Roberto Falcão (20/07/12) Caio Júnior (20/07/12-27/08/12) Jorge Luís da Silva (pt) (28/08/12) | Cristian Chagas Tarouco (pt)              |
| Atlético Mineiro        | Belo Horizonte | 15e             | Stade Joaquim Henrique Nogueira | 17 800   | Cuca | Réver                                     |
| Cruzeiro                | Belo Horizonte | 16e             | Stade Joaquim Henrique Nogueira | 18 000   | Celso Roth (pt) | Fábio                                     |
| Portuguesa de Desportos | São Paulo      | 1er (Série B)   | Canindé                         | 25 500   | Geninho (pt) | Marcelo Cordeiro (pt)                     |
| Náutico                 | Recife         | 2e (Série B)    | Aflitos                         | 19 800   | Alexandre Gallo | Derley Luis Fernando Martinez             |
| AA Ponte Preta          | Campinas       | 3e (Série B)    | Moisés Lucarelli                | 19 722   | Gilson Kleina (pt) (19/09/12) Zé Sérgio Int.(19/09/12-22/09/12) Guto Ferreira (pt) (23/09/12) | Roger                                     |
| Sport Club do Recife    | Recife         | 4e (Série B)    | Ilha do Retiro                  | 45 500   | Vágner Mancini (pt) Gustavo Bueno Int. (11/08/12) Waldemar Lemos (pt) (17/08/12-06/10/12) Sérgio Guedes (pt) (07/10/12) | Alessandro Beti Rosa (pt)                 |

## Compétition

### Règlement
Le classement est établi sur le barème de points classique (victoire à 3 points, match nul à 1, défaite à 0).
En cas d'égalité de points entre 2 équipes ou plus, on utilise les critères suivants pour les départager :
1. Nombre de victoires
2. Différence de buts
3. Buts marqués
4. Confrontations directes
5. Nombre de cartons rouges
6. Nombre de cartons jaunes

### Classement
| Rang | Équipe                    | Pts | J  | G  | N  | P  | Bp | Bc | Diff |
| ---- | ------------------------- | --- | -- | -- | -- | -- | -- | -- | ---- |
| 1    | Fluminense                | 77  | 38 | 22 | 11 | 5  | 61 | 33 | +28  |
| 2    | Atlético Mineiro          | 72  | 38 | 20 | 12 | 6  | 64 | 37 | +27  |
| 3    | Grêmio                    | 71  | 38 | 20 | 11 | 7  | 56 | 33 | +23  |
| 4    | São Paulo S               | 66  | 38 | 20 | 6  | 12 | 59 | 37 | +22  |
| 5    | Vasco da Gama             | 58  | 38 | 16 | 10 | 12 | 45 | 44 | +1   |
| 6    | Corinthians T L           | 57  | 38 | 15 | 12 | 11 | 51 | 39 | +12  |
| 7    | Botafogo                  | 55  | 38 | 15 | 10 | 13 | 60 | 50 | +10  |
| 8    | Santos                    | 53  | 38 | 13 | 14 | 11 | 50 | 44 | +6   |
| 9    | Cruzeiro                  | 52  | 38 | 15 | 7  | 16 | 47 | 51 | -4   |
| 10   | Internacional             | 52  | 38 | 13 | 13 | 12 | 44 | 40 | +4   |
| 11   | Flamengo                  | 50  | 38 | 12 | 14 | 12 | 39 | 46 | -7   |
| 12   | Náutico P                 | 49  | 38 | 14 | 7  | 17 | 44 | 51 | -7   |
| 13   | Coritiba                  | 48  | 38 | 14 | 6  | 18 | 53 | 60 | -7   |
| 14   | AA Ponte Preta P          | 48  | 38 | 12 | 12 | 14 | 37 | 44 | -7   |
| 15   | Bahia                     | 47  | 38 | 11 | 14 | 13 | 37 | 41 | -4   |
| 16   | Portuguesa de Desportos P | 45  | 38 | 10 | 15 | 13 | 39 | 41 | -2   |
| 17   | Sport P                   | 41  | 38 | 10 | 11 | 17 | 39 | 56 | -17  |
| 18   | Palmeiras C               | 34  | 38 | 9  | 7  | 22 | 39 | 54 | -15  |
| 19   | Atlético Goianiense       | 30  | 38 | 7  | 9  | 22 | 37 | 67 | -30  |
| 20   | Figueirense               | 30  | 38 | 7  | 9  | 22 | 39 | 72 | -33  |

| Légende : Qualifications et relégations | Légende : Qualifications et relégations |
| --------------------------------------- | --- |
|                                         | Copa Libertadores 2013 Phase de groupes |
|                                         | Copa Libertadores 2013 Tour préliminaire |
|                                         | Relégation en deuxième division |
|                                         | T : Tenant du titre P : Promus de Série B C : Vainqueur de la Coupe du Brésil 2012 qualifié pour la phase de groupes de la Copa Libertadores 2013 L : Vainqueur de la Copa Libertadores 2012 qualifié pour la phase de groupes de la Copa Libertadores 2013 S : Vainqueur de la Copa Sudamericana 2012 |

### Résultats
| Résultats (▼dom., ►ext.)                                   | ATG | ATM | BAH | BOT | COR | CTB | CRU | FIG | FLA | FLU | GRÊ | INT | NAU | PAL | PON | POR | SAN | SÃO | SPO | VAS |
| Atlético Goianiense                                        |     | 1-1 | 0-1 | 1-2 | 0-2 | 1-2 | 0-2 | 3-2 | 1-2 | 1-4 | 0-1 | 3-1 | 0-1 | 2-1 | 1-1 | 1-1 | 2-1 | 4-3 | 0-1 | 0-1 |
| Atlético Mineiro                                           | 2-2 |     | 1-1 | 3-2 | 1-0 | 1-0 | 3-2 | 6-0 | 1-1 | 3-2 | 0-0 | 3-1 | 5-1 | 3-0 | 2-2 | 2-0 | 2-0 | 1-0 | 2-1 | 1-0 |
| Bahia                                                      | 1-1 | 0-0 |     | 2-0 | 0-0 | 2-2 | 0-1 | 2-1 | 1-2 | 0-2 | 1-1 | 1-1 | 1-1 | 0-1 | 1-0 | 0-0 | 0-0 | 1-0 | 2-1 | 1-2 |
| Botafogo                                                   | 4-0 | 2-3 | 3-0 |     | 2-2 | 2-0 | 2-3 | 1-0 | 0-0 | 1-1 | 0-1 | 1-1 | 3-1 | 1-2 | 1-2 | 3-0 | 0-2 | 4-2 | 2-0 | 3-2 |
| SC Corinthians                                             | 1-1 | 1-0 | 1-1 | 1-3 |     | 5-1 | 2-0 | 1-1 | 3-2 | 0-1 | 3-1 | 1-0 | 2-1 | 2-1 | 1-1 | 1-1 | 1-1 | 1-2 | 3-0 | 1-0 |
| Coritiba                                                   | 3-0 | 1-0 | 2-1 | 2-3 | 1-2 |     | 4-0 | 3-0 | 3-0 | 0-2 | 2-1 | 1-0 | 2-1 | 1-1 | 1-0 | 2-0 | 1-2 | 1-1 | 2-3 | 1-2 |
| Cruzeiro EC                                                | 0-0 | 2-2 | 3-1 | 1-3 | 2-0 | 2-1 |     | 1-0 | 1-0 | 1-1 | 1-3 | 0-0 | 3-0 | 2-1 | 1-2 | 2-0 | 0-4 | 2-3 | 1-0 | 1-1 |
| Figueirense                                                | 3-1 | 3-4 | 1-1 | 0-2 | 1-0 | 3-1 | 2-0 |     | 0-2 | 2-2 | 2-4 | 0-1 | 2-1 | 1-3 | 0-0 | 0-0 | 1-3 | 0-2 | 1-1 | 1-1 |
| Flamengo                                                   | 3-2 | 2-1 | 0-0 | 2-2 | 0-3 | 3-1 | 1-1 | 1-0 |     | 0-1 | 1-1 | 3-3 | 2-0 | 1-1 | 0-1 | 0-0 | 1-0 | 1-0 | 1-1 | 1-0 |
| Fluminense                                                 | 1-2 | 0-0 | 4-0 | 1-0 | 1-1 | 2-1 | 0-2 | 2-2 | 1-0 |     | 2-2 | 0-0 | 2-1 | 1-0 | 2-1 | 4-1 | 3-1 | 2-1 | 1-0 | 1-2 |
| Grêmio                                                     | 2-1 | 0-1 | 3-1 | 1-1 | 2-0 | 0-0 | 2-1 | 4-0 | 2-0 | 1-0 |     | 0-0 | 2-0 | 1-0 | 1-0 | 1-2 | 1-1 | 2-1 | 3-1 | 2-0 |
| SC Internacional                                           | 4-1 | 3-0 | 3-1 | 1-2 | 0-2 | 2-0 | 2-1 | 2-3 | 4-1 | 0-1 | 0-1 |     | 0-0 | 2-1 | 2-1 | 0-2 | 0-0 | 1-0 | 2-2 | 0-0 |
| Náutico                                                    | 2-0 | 1-0 | 1-0 | 3-2 | 2-1 | 3-4 | 0-0 | 3-2 | 0-1 | 0-2 | 1-0 | 3-0 |     | 1-0 | 3-0 | 0-0 | 3-0 | 3-0 | 1-0 | 1-1 |
| Palmeiras                                                  | 1-2 | 0-1 | 0-2 | 2-2 | 0-2 | 0-1 | 2-0 | 3-1 | 1-0 | 2-3 | 0-0 | 0-1 | 3-0 |     | 3-0 | 1-1 | 1-2 | 1-1 | 3-1 | 1-1 |
| AA Ponte Preta                                             | 3-1 | 0-1 | 0-2 | 0-0 | 1-0 | 4-1 | 1-0 | 2-2 | 2-2 | 1-2 | 0-0 | 1-0 | 2-1 | 1-0 |     | 2-1 | 1-0 | 0-0 | 1-1 | 0-0 |
| Portuguesa                                                 | 2-0 | 1-1 | 0-1 | 1-1 | 1-1 | 3-0 | 0-2 | 2-0 | 0-0 | 0-2 | 2-2 | 1-1 | 3-1 | 3-0 | 0-0 |     | 0-0 | 1-0 | 5-1 | 0-1 |
| Santos                                                     | 2-2 | 2-2 | 1-3 | 0-0 | 3-2 | 2-2 | 4-2 | 2-0 | 2-0 | 1-1 | 4-2 | 1-1 | 0-0 | 3-1 | 2-1 | 1-3 |     | 0-0 | 0-0 | 2-0 |
| São Paulo FC                                               | 2-0 | 1-0 | 1-0 | 4-0 | 3-1 | 3-1 | 1-0 | 2-0 | 4-1 | 1-1 | 1-2 | 1-1 | 2-1 | 3-0 | 3-0 | 3-1 | 1-0 |     | 1-0 | 0-1 |
| Sport Club do Recife                                       | 0-0 | 1-4 | 1-1 | 2-0 | 1-1 | 1-0 | 2-1 | 0-1 | 1-1 | 1-1 | 1-3 | 0-2 | 0-0 | 2-1 | 3-1 | 2-1 | 2-1 | 2-4 |     | 0-2 |
| Vasco da Gama                                              | 1-0 | 1-1 | 0-4 | 1-0 | 0-0 | 2-2 | 1-3 | 3-1 | 1-1 | 1-2 | 2-1 | 1-2 | 4-2 | 3-1 | 3-2 | 2-0 | 2-0 | 0-2 | 0-3 |     |
| - Victoire à domicile - Match nul - Victoire à l'extérieur |     |     |     |     |     |     |     |     |     |     |     |     |     |     |     |     |     |     |     |     |

## Classement des buteurs
| Rang | Joueur        | Equipe           | Buts |
| ---- | ------------- | ---------------- | ---- |
| 1    | Fred          | Fluminense       | 20   |
| 2    | Luis Fabiano  | São Paulo        | 17   |
| 3    | Aloísio       | Figueirense      | 14   |
| 3    | Barcos        | Flamengo         | 14   |
| 3    | Bruno Mineiro | Portuguesa       | 14   |
| 3    | Neymar        | Santos           | 14   |
| 7    | Kieza         | Náutico          | 13   |
| 7    | Vágner Love   | Flamengo         | 13   |
| 9    | Bernard       | Atlético Mineiro | 11   |
| 9    | Elkeson       | Botafogo         | 11   |

## Bilan de la saison
| Championnat du Brésil de football 2012     |                           |
| Champion                                   | Fluminense (4e titre)     |
| Dauphin                                    | Atlético Mineiro          |
| Coupes et trophées                         |                           |
| Vainqueur de la Coupe du Brésil 2012       | Palmeiras                 |
| Qualifications continentales               |                           |
| Copa Libertadores 2013 (Phase de groupes)  | Fluminense                |
| Copa Libertadores 2013 (Phase de groupes)  | Atlético Mineiro          |
| Copa Libertadores 2013 (Phase de groupes)  | SC Corinthians            |
| Copa Libertadores 2013 (Phase de groupes)  | Palmeiras                 |
| Copa Libertadores 2013 (Tour préliminaire) | Grêmio                    |
| Copa Libertadores 2013 (Tour préliminaire) | São Paulo FC              |
| Promotions et relégations                  |                           |
| Promus en Série A                          | Goiás Esporte Clube       |
| Promus en Série A                          | Criciúma Esporte Clube    |
| Promus en Série A                          | Clube Atlético Paranaense |
| Promus en Série A                          | Esporte Clube Vitória     |
| Relégués en Série B                        | Sport                     |
| Relégués en Série B                        | Palmeiras                 |
| Relégués en Série B                        | Atlético Goianiense       |
| Relégués en Série B                        | Figueirense               |